# دبليو زد 551
دبليو زد 551 (بالإنجليزية: WZ551)‏ ناقلة جنود مدرعة صينية الصنع، هي في الواقع عائلتين من المركبات وتسمى بالتسميات الرسمية في جيش التحرير الشعبي الصيني نوع 90 و 92.ولديها مايقرب من 600 مدرعة WZ551s في الخدمة، حيث تستخدم في وحدة المشاة الميكانيكية الخفيفة.WZ551s تم تصديرها إلى سريلانكا ونيبال وباكستان أيضا إلى الجزائر والبوسنة بأعداد صغيرة.

## تصميم
- نورينكو هو من أنتجها، وWZ551 ظهرت للمرة الأولى في عام 1984، ولكن المؤسسة العسكرية الصينية لم تكن راضية عن أداء وتصميم كان لابد من تعديل.
- تم تغيير معظمها لتحسين هيكل السيارة. وWZ551 دخلت الخدمة في عام 1995.
- لديها طاقم مكون من ثلاثة رجال، وهي بشكل كامل برمائية، تسير في المياه.
- إصدار IFV مجهز 25 ملم ومدفع من عيار 7.62 مم متحد المحور رشاش في برج مغلقة وأنها يمكن أن تحمل 9 ركاب. إصدار الشعبي الكونغولي لم يحصل إلا على 12.7 مم مدفع رشاش ولكن يمكن ان تحمل 11 راكبا. إصدارات إضافية من بينها صواريخ مضادة للدبابات، والقيادة ذاتية الدفع.
- لها صنفان هما:
  - نوع 90
  - نوع 92

## الدول المستخدمة
- الجزائر -الجيش الوطني الشعبي الجزائري .240 مدرعة

- كينيا -الجيش الكيني.35 مدرعة

- باكستان - الجيش الباكستاني.؟

- الصين -الجيش الشعبي الصيني.1200 مدرعة

- سريلانكا -الجيش السيريلانكي.200 مدرعة(80IFV.120 APC)

- السودان -القوات السدودان المسلحة الشعبية.500 مدرعة

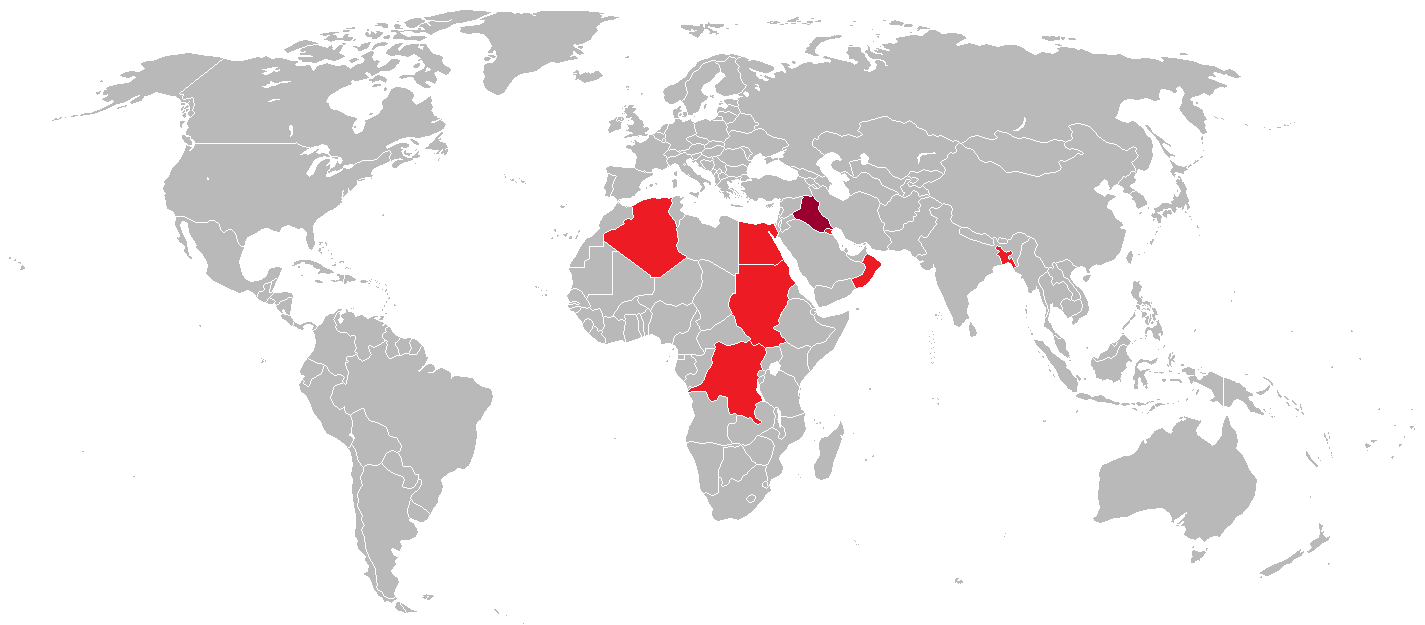
الدول المستخدمة لدبليو زد 551

وهناك دول أعادت تحديث الدبابة منها:
- مصر -(Fahd 280-30)

- أوكرانيا - (BTR_3U)

- فرنسا - (VBCI)

- كندا - (LAV-25)

- الصين - (Type-92IFV)

- روسيا -(BTR-90)